# Хю Ферис
Хю Макомбър Ферис (на английски: Hugh Macomber Ferriss) е американски, илюстратор и поет. Влиянието му върху попкултурата включва Готъм (градът на Батман) и филма „Небесният капитан и светът на утрешния ден“. Носител е на множество награди на Нюйоркската лига на архитектите, на която също така е и президент.